# Sommierhäst
Sommierhästen är en gammal utdöd hästras som härstammade från Bretagne i Frankrike. Rasen utvecklades ur en primitiv bergshäst som kallades Monts d'Arre (Svarta bergen). Sommierhästen var en riktig universalhäst som användes mycket inom jordbruket och framför alla olika typer av vagnar. 
Sommierhästen användes även för att utveckla andra hästraser, vilket var en populär sysselsättning i Bretagne. Ur denna ras utvecklades både större arbetshästar och lättare ridhästar samt den populära franska kallblodshästen Bretagnare. En av de hästtyper som framavlades från Sommierhästen med hjälp av orientaliska hästar och fullblodshästar var en liten vagnshäst kallad cheval de corley. Corleyhästen hade en mankhöjd på under 155 cm och användes till både ridning och körning. Hästen var berömd för sin snabbhet och man deltog ofta i lokala kapplöpningar med dem. Corleyhästarna existerar än idag i Frankrike men är ytterst sällsynta. 
Sommierhästen var en typisk bergshäst som var säker på foten och hade en otrolig styrka. Det sades att den var riktigt snäll och lättsam häst som gärna arbetade. Den var dessutom lätt att föda upp och billig i drift. Sommierhästen försvann under utvecklingen av Bretagnaren då den helt avlades in i den nya rasen.